# سیگما ترازو
سیگما ترازو یک ستاره است که در صورت فلکی ترازو قرار دارد.